# Juraj Jánošík

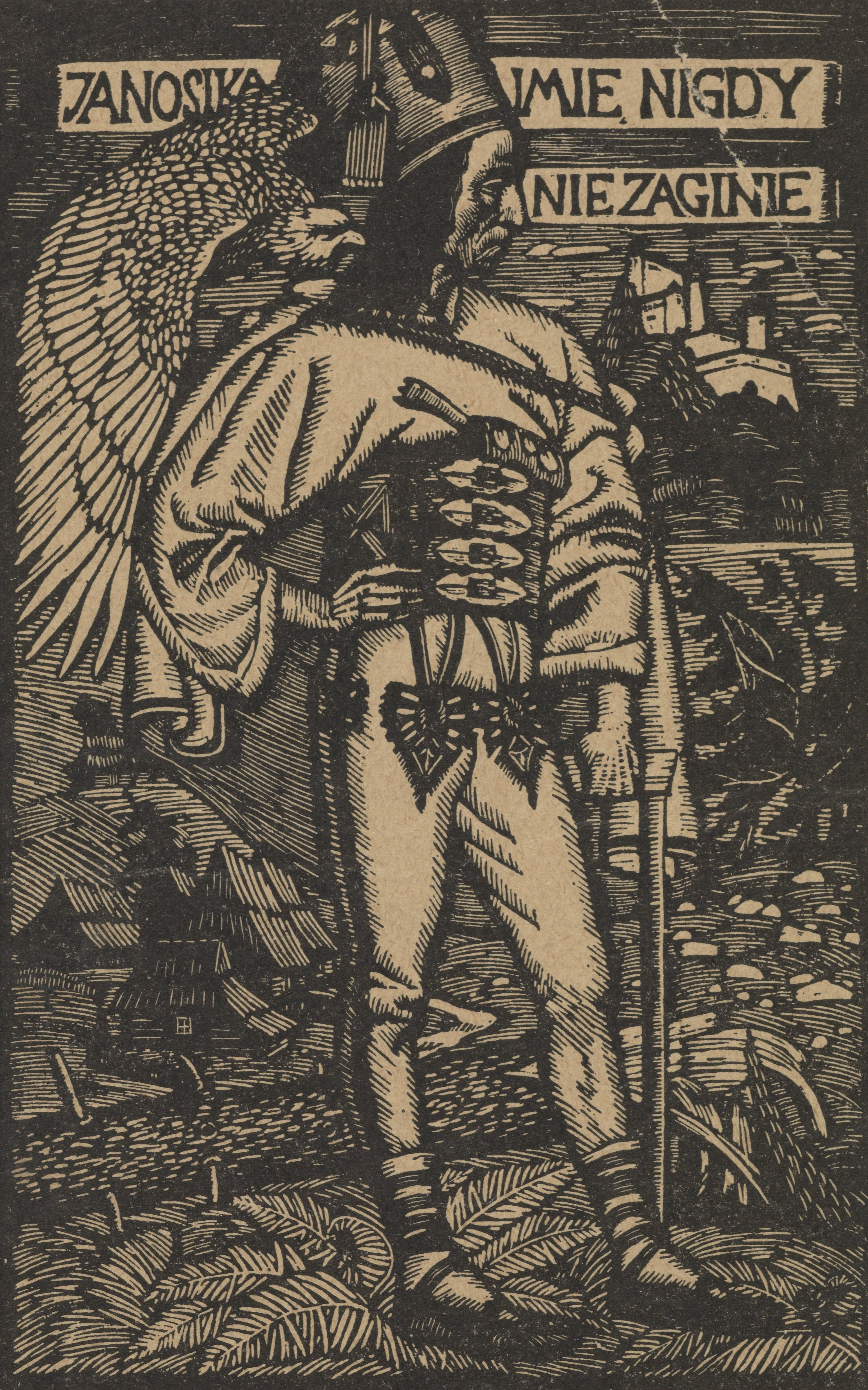
Il fuorilegge e leggenda slovacca, opera di Władysław Skoczylas.

Juraj Jánošík, talvolta italianizzato in Giorgio Giovannini (Terchová, 25 gennaio 1688 – Liptovský Mikuláš, 17 marzo 1713), è stato un fuorilegge ed era considerato l'eroe nazionale slovacco.

## Biografia
Crebbe nella famiglia di un ricco agricoltore di Terchová. Nell'anno 1706 si arruolò nell'esercito di Francesco II Rákóczi. Dopo la sconfitta nella battaglia vicino a Trenčín prestò servizio nell'esercito dello zar nel castello di Bytča, dove incontrò Tomáš Uhorčík. Poiché trafficava cavalli dalla Polonia facendo base sui Monti Tatra dividendo i guadagni con le famiglie circostanti, è noto anche come il Robin Hood slovacco.
Catturato per la prima volta nell'ottobre 1712 e chiuso nella prigione di Hrachovo riuscì a scappare corrompendo le guardie, quindi di nuovo nel 1713 nel villaggio di Klenovec dopo essere stato denunciato: fu allora condannato ad essere appeso per una costola all'età di venticinque anni a Liptovský Mikuláš sul patibolo di Šibeničky.
Tre dei loro figli si sposarono e continuarono la discendenza. Anna sposò Roger Twysden, il cui nipote fu Sir Roger Twysden. Sir Roger ereditò il manoscritto del figlio di Wyatt il Giovane, George Wyatt, sulla vita di Anna Bolena, intitolato Extracts from the Life of Queen Anne Boleigne, by George Wyat. Scritto alla fine del XVI secolo.
I suoi possedimenti furono in seguito in parte restituiti al figlio George. Il figlio di George, Sir Francis Wyatt (morto nel 1644), fu governatore della Virginia nel 1621-26 e nel 1639-42. Un frammento del castello di Allington è ancora abitato come edificio classificato di grado 1, vicino a Maidstone, sulla riva del Medway. Un pronipote di rilievo fu l'esploratore e interprete, il capitano Henry Fleete del Maryland e della Virginia.

## Jánošík nelle arti

### Nella letteratura
- Ján Botto – Smrť Jánošíkova (Morte di Jánošík)
- Ján Hrušovský – Jánošík, romanzo storico-avventuroso
- Margita Figuli – Balada o Jurovi Jánošíkovi (Ballata di Juro Jánošík), libro per ragazzi, in versi
- Zuzana Krížková, Magdaléna Horváthová –  Juraj Jánošík. Racconti di capitano dei ladri.

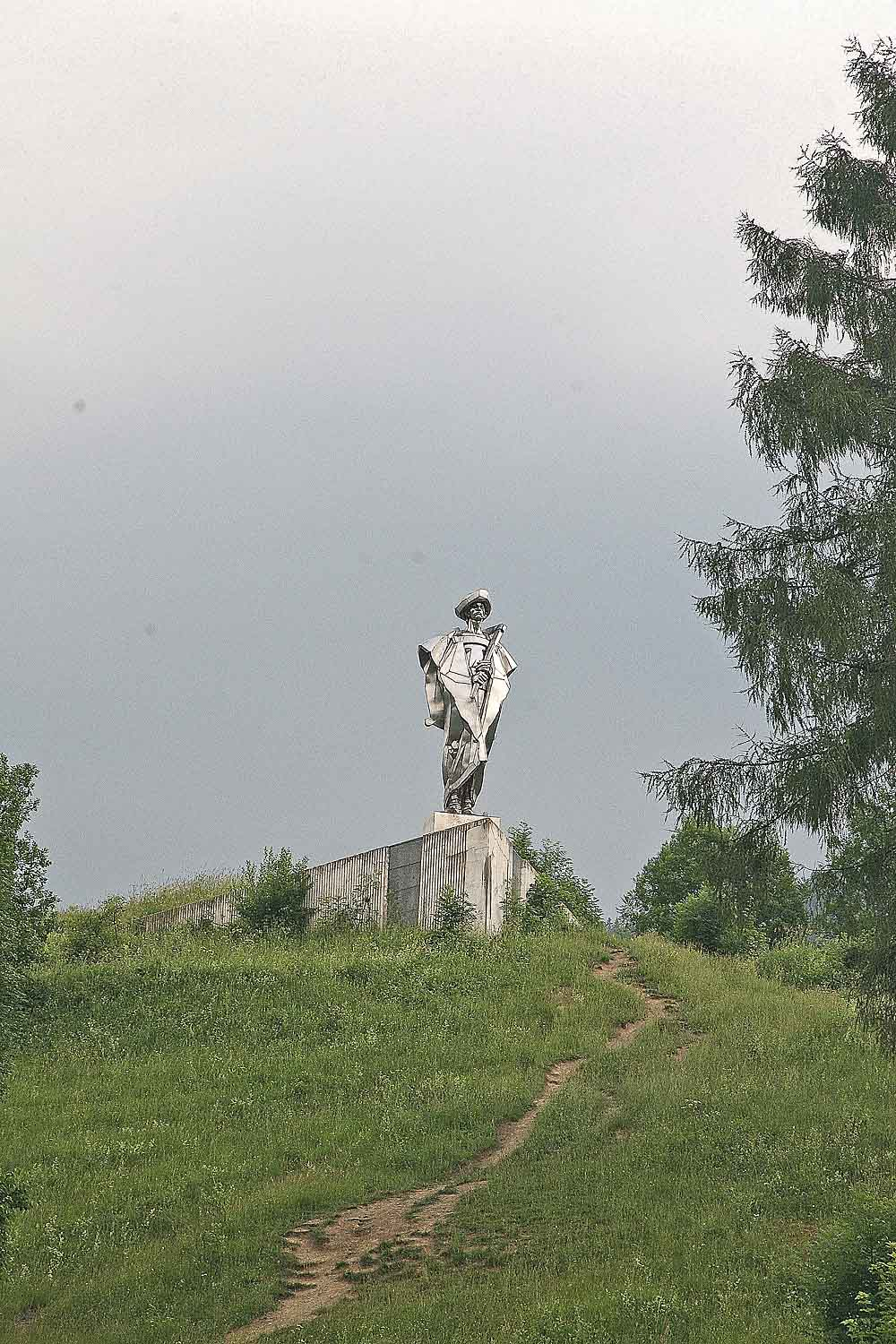
Statua di Jánošík a Terchová.

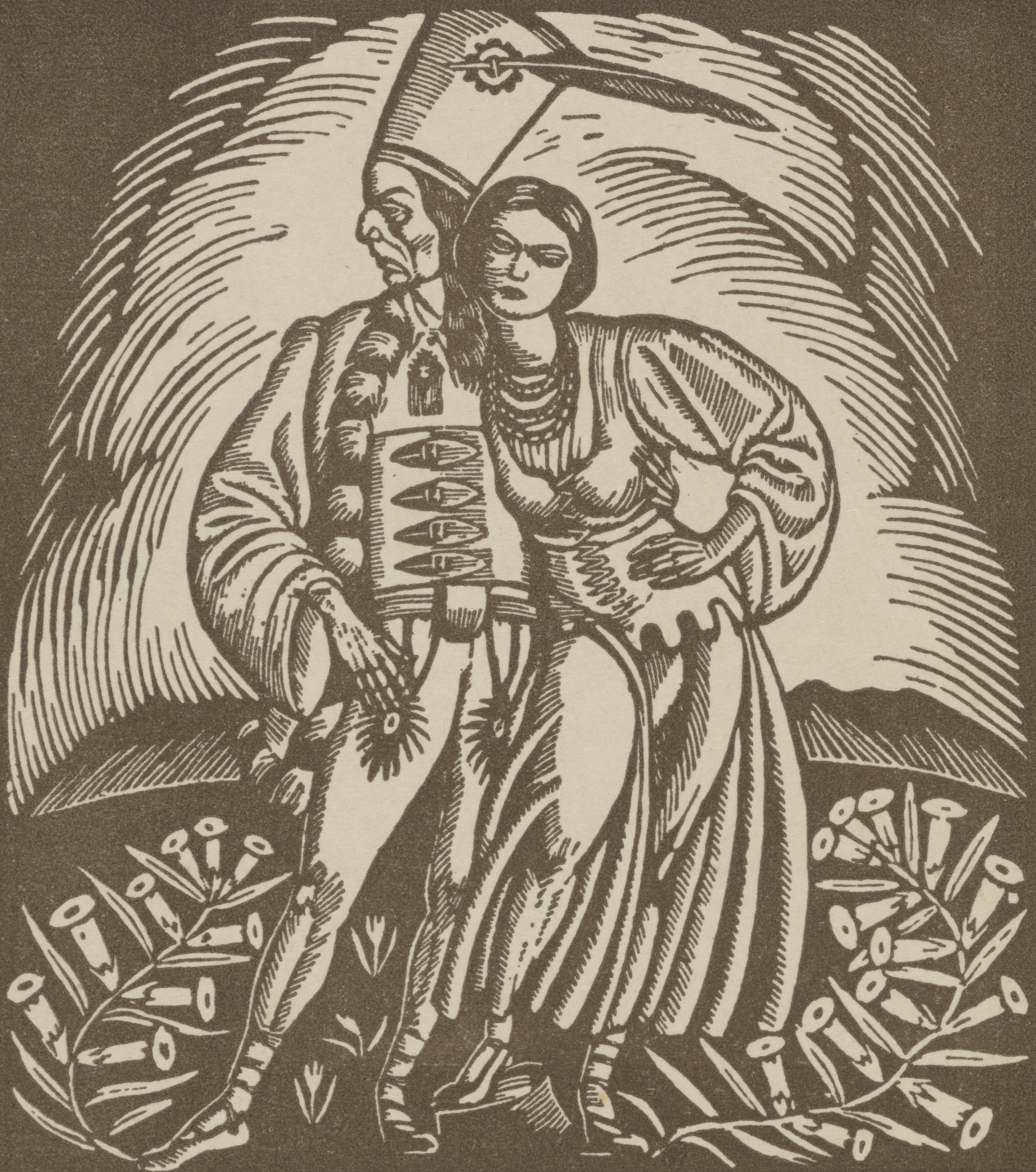
Jánošík con la fidanzata, opera di Władysław Skoczylas.

### Nella pittura
- 1917 Głowa Janosika (Testa di Jánošík), xilografia, opera di Władysław Skoczylas
- ? Janosika imię (Nel nome di Jánošík), xilografia, opera di Władysław Skoczylas
- ? Janosik z frajerką (Jánošík con la fidanzata), xilografia, opera di Władysław Skoczylas
- 1948 Jánošík na bielom koni (Jánošík sul cavallo bianco) – olio su tela, opera di Ľudovít Fulla

### Nella scultura
- 1953 Statua di Jánošík a Terchová, opera di Ján Kulich

### Nell'opera e nella musica classica
- 1934 Jánošík, opera di Alois Hába su libretto dello stesso compositore
- 1934 Jánošíkovi chlapci (I ragazzi di Jánošík), op. 21, preludio per piccola orchestra sinfonica di Alexander Moyzes
- 1948 Smrť Jánošíkova, musiche di scena di Andrej Očenáš
- 1953 Juro Jánošík, opera di Ján Cikker su libretto di Štefan Hoza
- 1976 Povesť o Jánošíkovi (La leggenda di Jánošík), op. 76, suite rapsodica per grande orchestra di Alexander Moyzes

### Al cinema
- 1921 Jánošík – il primo lungometraggio slovacco in bianco e nero; Regia: Jaroslav Siakeľ, Janošík: Theodor Pištěk.[3]
- 1935 Janosik – film slovacco con Paľo Bielik nel ruolo di Jánošík, regista Martin Frič
- 1963 Jánošík – film slovacco del regista Paľo Bielik
- 1974 Jánošík – film polacco
- 1974 Jánošík – fiction televisiva polacca
- 1976 Il ladro Jurko – film d'animazione di Viktor Kubal
- 2009 Jánošík – La storia vera – film slovacco-polacco-ceco con Václav Jiráček nel ruolo di Jánošík; Regia: Agnieszka Holland e Kasia Adamik